# Donald Mackenzie MacKinnon
Donald Mackenzie MacKinnon (* 27. August 1913 in Oban; † 2. März 1994 in Aberdeen) war ein schottischer Philosoph und Theologe mit einem besonderen Interesse an Plotin, Kant und Hegel.

## Leben
MacKinnnons Vater, ursprünglich aus Tobermory stammend, arbeitete als Fiskal in Oban. Donald besuchte die Cargilfield Preparatory School in Edinburgh und später Winchester College. 1932 nahm er sein Studium am New College der University of Oxford auf und schloss dieses 1935 in Literae humaniores ab. Er blieb am College, um ein weiteres Jahr Theologie zu studieren. 1936 wurde er mit dem John-Locke-Price in Philosophie des Geistes ausgezeichnet.
Seine erste akademische Arbeitsstelle war die Assistenz bei Alfred Edward Taylor an der University of Edinburgh (1936–37). Hier traf er auf seine spätere Ehefrau, Lois Dryer. Die beiden heirateten 1939. Nach einem Jahr kehrte er 1938 zurück nach Oxford, wo er als Fellow und Tutor des Keble College lehrte. Er blieb bis 1947 in Oxford. In den Kriegsjahren hatte er spezielle Kurse für Marine- und Luftwaffenkadetten gehalten. Von 1945 bis 47 dozierte er Philosophie im Balliol College und war Wilde Lecturer in Natural and Comparative Religion.
1947 wurde MacKinnon zum Regius Professor of Moral Philosophy an der University of Aberdeen berufen. Er lehrte in Aberdeen für dreizehn Jahre, bevor er 1960 die Norris-Hulse-Professur in Theologie an der University of Cambridge übernahm. Seine Vorlesungen in dieser Zeit waren berühmt, aber er diente auch sehr wirkungsvoll als Dekan der Fakultät der Künste von 1957 bis 1960.
In Cambridge wurde er als Fellow des Corpus Christi College aufgenommen, wo er bis zu seinem Tod verblieb. Er lehrte als Norris-Hulse-Professor bis 1978 und zog sich dann nach Aberdeen zurück, wo er sich weiter philosophischen und theologischen Themen widmete.
Während seiner ganzen Lehrtätigkeit war MacKinnon ein gefragter Redner. Er hielt die Scott-Holland-Lectures 1952, die Hobhouse Lecture 1953, die Stanton Lectures in Philosophy of Religion in Cambridge 1956–58, die Gifford Lectures in Edinburgh 1965–66, die Prideaux Lectures in Exeter 1966, die Coffin Lecture in London 1968, die Riddell Lectures in Newcastle 1970 und die D. Owen Lectures in Cambridge 1981. Ehrendoktorwürden verliehen ihm Aberdeen 1961, Edinburgh 1988, und Stirling 1989. 1976–1977 diente er als Präsident der Aristotelian Society und von 1981 bis 1982 in der Society for the Study of Theology. 1978 berief ihn die British Academy zum Fellow und 1984 die Royal Society of Edinburgh. Eine von Stewart Sutherland und Brian Hebblethwaite herausgegebene Festschrift (1982) und eine Konferenz zu seinen Überlegungen in der Theologe 1986 untermauern seinen Einfluss auf die Theologie.
Die Fakten seiner Karriere können nur andeuten, welche Bedeutung MacKinnon für Fach und Praktiker der Philosophie und Theologie hatte. Während seiner ganzen Karrieren bearbeitete er das Grenzgebiet zwischen Philosophie und Theologie und versuchte Philosophen für Theologie und Theologen für Philosophie zu interessieren.

## Bibliografie
- 1953 Christian Faith and Communist Faith
- 1957 A Study in Ethical Theory
- 1966 The Resurrection (mit Geoffrey W. H. Lampe)
- 1968 Borderlands of Theology
- 1969 The Stripping of the Altars
- 1974 The Problem of Metaphysics (Vortrag bei den Gifford Lectures 1965–66)
- 1979 Explorations in Theology
- 1987 Themes of Theology: the threefold cord
- MacKinnon, Donald M. (Donald MacKenzie), 1913–1994. Philosophical frontiers of Christian theology essays presented to D.M. MacKinnon
- MacKinnon, Donald M. (Donald MacKenzie), 1913–1994. Philosophy and the burden of theological honesty a Donald MacKinnon reader

### Über MacKinnon
- Bowyer, Andrew D.: Donald MacKinnon's theology to perceive tragedy without the loss of hope
- Connor, Timothy G.: kenotic trajectory of the church in Donald MacKinnon's theology from Galilee to Jerusalem to Galilee